# Джиральдони, Эудженио
Эудженио Джиральдони (итал. Eugenio Giraldoni, 20 мая 1871, Марсель, Франция — 23 июня 1924, Хельсинки, Финляндия) — итало-французский оперный певец (баритон), старший сын Леоне Джиральдони. В 1900 году исполнил партию барона Скарпиа на мировой премьере оперы Джакомо Пуччини «Тоска».

## Биография
Эудженио Джиральдони родился 20 мая 1871 года в семье итальянского баритона Леоне Джиральдони и сопрано и скрипачки Каролины Ферни. Эудженио был старшим сыном Леоне. Первые уроки вокала он взял у матери. Поначалу он учился на инженера в Милане, но оставил техническое образование, чтобы посвятить себя пению. Дебютной оперной партией стала партия Эскамильо в опере Жоржа Бизе «Кармен», исполненная в оперном театре Барселоны в 1891 году.
Первоначально Эудженио строил свою карьеру в различных оперных театрах Италии, а в 1898 году впервые с гастролями посетил Южную Америку. 14 января 1900 года Джиральдони-младший стал первым в истории мировой оперы исполнителем партии барона Скарпиа в опере Джакомо Пуччини «Тоска», состоявшейся в театре Констанци в Риме. Также Эудженио исполнял эту же партию на следующем исполнении оперы, состоявшемся в Ла-Скале 17 марта 1900 года (главный дирижёр постановки — Артуро Тосканини). Сотрудничество Эудженио с Ла-Скала продолжилось в 1906 году, когда 29 марта того года он исполнил одну из партий в опере «fr:La figlia di Iorio» Альберто Франкетти.
В творческой карьере Эудженио также имеются исполненные оперные партии в России и Польше с 1901 по 1907 годы, а в сезоне 1904—1905 он исполнил в Метрополитен-опера партию Варнавы в опере «fr:La Gioconda». В 1913 году он выступил в Опера комик, исполнив вновь партию Скарпиа в «Тоске», а также партию Шарплесса в опере Пуччини «Мадам Баттерфляй».
Музыкальные критики — современники Джиральдони-младшего характеризовали его голос как сильный и тёмный, а также отмечали его отличное сценическое мастерство. Помимо Скарпиа, ее известные роли включают заглавные партии в операх: «Гамлет» Амбруаза Тома, «Дон Карлос» Джузеппе Верди, «Евгений Онегин» П. И. Чайковского, а также партии Амонесра в «Аиде» Верди, Фридриха Тельрамунда в «Лоэнгрине» Рихарда Вагнера" и Мефистофеля в «Осуждении Фауста» Гектора Берлиоза. Вокальный тембр Эудженио Джиральдони был также столь же сильным, как и у его соперника Марио Саммарко, и подходил для исполнения ряда опер веристов: «Паяццы» Руджеро Леонкавалло, «Андреа Шеньер» Умберто Джордано и «Германия» и «Христофор Колумб» Альберто Франкетти.
С началом Первой Мироаой войны Джиральдони выступал в провинциальных театрах Италии. Последнее его выступление на оперной сцене состоялось в 1921 году в Триесте, где он исполнял партию отца в опере Гюстава Шарпантье «Луиза», после чего он уехал в Финляндию, где стал преподавателем вокала. В 1924 году он умер в Хельсинки.
Перед Первой мировой войной Джиральдони сделал несколько записей на грампластинках, часть из них в конце XX века переиздавались на CD.
Среди неоперной концертной деятельности наиболее выдающимся стало концертное турне в Грузии в 1893 году, в ходе которого Эудженио женился на грузинской пианистке Тамаре Эрстави.